# Pribina (knez)
1. Preusmjeri Nacrt:Pribina (knez)